# Jean de Sponde
Pour son frère, l'ecclésiastique et historien, voir Henri de Sponde.
Pour son fils, l'évêque, voir Jean de Sponde (évêque).
Œuvres principales
- Méditations sur les Pseaumes (1588)
- Essai de quelques poèmes chrétiens (1588)

Jean de Sponde (Joanes Ezponda, en basque), né en 1557 à Mauléon-sur-Soule et mort le 18 mars 1595 à Bordeaux, est un poète baroque basque français.

## Biographie
Jean de Sponde est le fils d’Inigo de Sponde, réformé calviniste d'origine basque espagnole, et de sa seconde femme. Il est également le frère de Mgr Henri de Sponde. Lié à la cour de Navarre, et élevé dans un milieu protestant et austère, brillant élève, il reçoit une bourse d’études de Jeanne d'Albret, la mère d'Henri IV auprès de laquelle travaille son père. De 1570 à 1579, il va au collège de Lescar, où se dispense un enseignement anti-aristotélicien. Il acquiert une parfaite connaissance du grec, de sa littérature, de la psychologie et de la dialectique platonicienne. Il y apprend en outre la théologie calviniste. 
A peine âgé de vingt ans, il entreprend en 1577 une traduction latine et commentée soigneusement des textes d'Homère.
Au moyen de sa bourse de voyage, accordée par Henri de Navarre en 1580, il quitte  le Béarn et se met à sillonner l'Europe humaniste. Il étudie à l'université de Bâle, où il rencontre François Hotman. Son maître est alors Théodore de Bèze. Impliqué dans la vie intellectuelle locale, il étudie l'alchimie.
Parallèlement, il s'intéresse particulièrement à la musique de Paschal de L'Estocart, sa première œuvre poétique connue étant un sonnet liminaire aux Octonaires sur la vanité du monde d'Antoine de La Roche-Chandieu, mis en musique par L'Estocart,.
L'année 1582 le voit accepter le titre de maître des requêtes, qu'Henri de Navarre lui décerne.
La même année, il rédige une préface en latin aux six traités de l'Organon d'Aristote, dédiée à l'éditeur Episcopius (de), dans laquelle il fait la louange du philosophe grec. Aristote était bien connu de Théodore Zwinger, un de ses professeurs à Bâle, qui venait de faire éditer les Politiques avec des commentaires. Sponde et Zwinger ont entretenu une correspondance, dont nous avons conservé huit lettres. 
Ces lettres — sept de 1582 — traduisent la variété des préoccupations de Sponde : musique de L'Estocart, auteurs grecs, alchimie. Dans l'une d'entre elles, il affirme à Zwinger avoir obtenu de l'or transmuté d'un marc d'argent. 
Encore en 1582, il lit les Psaumes et en est profondément marqué. Sa vie prend une orientation religieuse et il rédige ses œuvres majeures : Meditations sur les pseaumes et Essay de quelques poemes chrestiens.Il termine son édition d'Homère en 1583. 
Rentré en Navarre, il se marie en 1583. Les Stances sur la Cene, et Autres poemes sur le meme sujet, traduisent ses réflexions théologiques quant au débat calviniste sur la doctrine de la Cène.
Dès 1585, il travaille comme agent politique pour le futur Henri IV, qu'il accompagnera dans sa carrière. Il est emprisonné par les Ligueurs à Paris en 1589, puis libéré : on le retrouve à Tours, probablement en mission auprès du Parlement de Paris qui y tient ses assises après avoir été chassé de la capitale par les émeutes. Il accède la même année à la place de Lieutenant-Général de la sénéchaussée à La Rochelle, charge fastidieuse qui l'oblige à restreindre les libertés des citoyens locaux, et laisse peu de temps à ses occupations d'helléniste. Il quitte la ville blanche, en 1593, plein d'amertume. Étonnamment, le roi de Navarre, jusque-là bienveillant à son égard, reste sourd aux suppliques que le poète lui adresse à sa sortie. Il se rend alors à Tours une nouvelle fois. 
Jean de Sponde se lie plus tard avec le Cardinal Du Perron, lui aussi poète, se rapprochant ainsi du catholicisme romain, puis il est emprisonné de nouveau à Tours. Libéré, il assiste à la conversion nouvelle d'Henri IV, en juillet 1593, qu'il imite en septembre, ce qui lui vaut la haine des protestants ; Agrippa d'Aubigné devient un virulent ennemi personnel. Il perd paradoxalement et de façon définitive la bienveillance d’Henri IV, car celui-ci veut voir se maintenir un parti huguenot. Il publie alors des écrits de controverse pour défendre sa conversion. Mettant au service de sa confession renouvelée son expérience de la théologie, il s'attache à réfuter les thèses de Bèze. Son père est tué par des partisans catholiques en 1594, pour sa fidélité à la Réforme.
L'auteur meurt d'une pleurésie le 18 mars 1595, à Bordeaux, dans la pauvreté, privé de moyen de chauffage. Dans son Essay de quelques poemes chrestiens, paru en 1588, il évoquait la mort, à l'œuvre dans le monde :

« Mais si faut-il mourir, et la vie orgueilleuse,

Qui brave de la mort, sentira ses fureurs,

Les Soleils haleront ces journalieres fleurs,

Et le temps crevera ceste ampoule venteuse.

Ce beau flambeau qui lance une flamme fumeuse,

Sur le verd de la cire eseindra ses ardeurs ;

L'huyle de ce Tableau ternira ses couleurs,

Et ces flots se rompront à la rive escumeuse. »

Ses livres seront détruits par les protestants par haine de leur auteur ; marqués par le calvinisme, ils seront rejetés par les catholiques. Son œuvre manque donc de disparaître. Trois siècles plus tard, elle est redécouverte. Marcel Arland écrit la préface de l'Œuvre poétique de Sponde en 1945 et Alan Boase (en) (1902–1982), de l'université de Glasgow, par ses études et ses éditions, rend à la littérature un grand poète.

## Thèmes de l'œuvre et écriture
On trouve dans son œuvre les principaux thèmes de la littérature baroque : l'inconstance, les masques et l'apparence, la mort. La mort au sein de la vie exprime l'aspiration vers l'au-delà, et suscite le besoin d'en appeler à Dieu.
Son écriture cherche à peindre l'épaisseur du monde, les complications du destin de l'homme, son obscurité. Cette sensibilité baroque est exprimée par la recherche du déséquilibre, de la « perle irrégulière », de l'étrange et de la richesse excessive des formes, que le style de Sponde rend palpables.

## Œuvres

### Poésie

#### Par date de première publication
- Méditations sur les pseaumes XIIII. ou LIII., XLVIII., L. et LXII , avec un Essay de quelques poèmes chrestiens, 1588 — Sur Gallica

- Essai de quelques poèmes chrestiens avec les Stances et sonnets de la mort, 1588 — Sur Wikisource

- Sonnets d'amour, 1595[12],[13]

- Les Amours, 1597 — Sur Wikisource

#### Éditions contemporaines
- Œuvre poétique, pour la première fois réunie en un volume, préf. Marcel Arland, Delamain et Boutelleau, 1945, 154 p. (ASIN B005YHYOOC)

- Stances et sonnets de la mort, édité par Alan Martin Boase, Paris, J. Corti, 1982, ©194

- Méditations, édité par Alan Martin Boase, Paris, J. Corti, 1954

- Poésies, édité par François Ruchon (de) et Alan Martin Boase, coll. « Les trésors de la littérature française », no 48, Genève, Pierre Cailler, 1949

- Œuvres littéraires suivies d'Écrits apologétiques avec des Juvénilia, édité, avec introduction et notes, par Alan Boase, Genève, Droz, 1978. — Extraits, sur Google Livres

- D'amour et de mort, poésies complètes présentées par James Sacré, Éditions de la Différence, coll. « Orphée », Paris, 1989
- Poésies complètes, éditées par Christiane Deloince-Louette et Sabine Lardon, Paris, Classiques Garnier, coll. « Textes de la Renaissance », 2022

#### Poèmes choisis
- Poèmes choisis, © ChristianTanguy

#### En recueil
- Raphaël du Petit Val[14] (éd.), Premier recueil de diverses poésies tant du feu sieur de Sponde que des sieurs Du Perron, de Bertaud, de Porchères et autres, Rouen, Du Petit Val, 1604 — Jacques du Perron, Jean de Bertaud, François d'Arbaud de Porchères.

### Politique et polémique
- Avertissement au roi, 1589 — « Il tente de convaincre Henri IV qu’« il n’est pas bienséant de changer de religion[5] » ».

- Jacques de Faye d'Espeisses (auteur), Guy du Faur de Pibrac (auteur) et Jean de Sponde (éd.), Recueil des remonstrances faites en la cour de Parlement de Paris aux ouvertures des plaidoiries, par Feu M. Jaques Faye, … Plus adjouté à la fin les Remonstrances du Seigneur de Pybrac, le tout reveu & corrigé de nouveau, Toulouse, 1594.

- Déclaration des principaux motifs qui induisent le sieur de Sponde, conseiller et maistre des requestes du Roy, à s'unir à l'Église catholique apostolique et romaine, adressée à ceux qui en sont séparez ..., le tout reveü et augmenté de nouveau par ledict sieur de Sponde. Au roy de France et de Navarre Henry IIII. de ce nom, Paris, A. L'Angelier, 1595.

- Response du feu sieur de Sponde, … au Traicté des marques de l'Église faict par Th. de Bèze, Bordeaux , Simon Millanges, 1595. — Il s'agit du Traicté des vrayes, essencielles et visibles marques de la vraye Église catholique, de Théodore de Bèze, La Rochelle, H. Haultin, 1592.

- La response d'un catholique, Giuseppe Antonio Brunelli (éd.), Catane, Castorina, 1967.

### Édition
- (la) Homeri qvæ extant omnia Ilias, Odyssea, Batrachomyomachia, Hymni, Poematia aliquot Cum Latina uersione omnium quae circumferuntur emendatiss … Perpetuis item iustisque in Iliada simul et Odysseam. Pindari quinetiam Thebani Epitome Iliados Latinis uersib. et Daretis Phrygij de bello Troiano libri, à Corn. Nepote eleganter latino uersi carmine, avec des commentaires de Jean de Sponde, Bâle, Episcopius, 1583. — Édition d'Homère et d'autres auteurs, avec « des index très complets d'Homère et des commentaires ».
  - Graecorum poëtarum principis Homeri qvae extant omnia : cum versione latina […] Pindari quinetiam Thebani Epitome Iliados latinis versib[us] et Daretis Phrygij de bello Troiano libri, a Corn[elio] Nepote eleganter latino versi carmine, Bâle, 1686.